# All (Isòvol)
All és una entitat de població del municipi cerdà d'Isòvol. El 2009 tenia 183 habitants. És el nucli més habitat del terme i un dels documentats des de més antic (862), amb el nom d'Alli. En aquest nucli hi ha l'ajuntament d'Isòvol. És a una altitud sobre el nivell del mar de 1.095 m. Darrerament s'ha transformat d'un poble ramader a poble de segona i tercera residència.

## Història

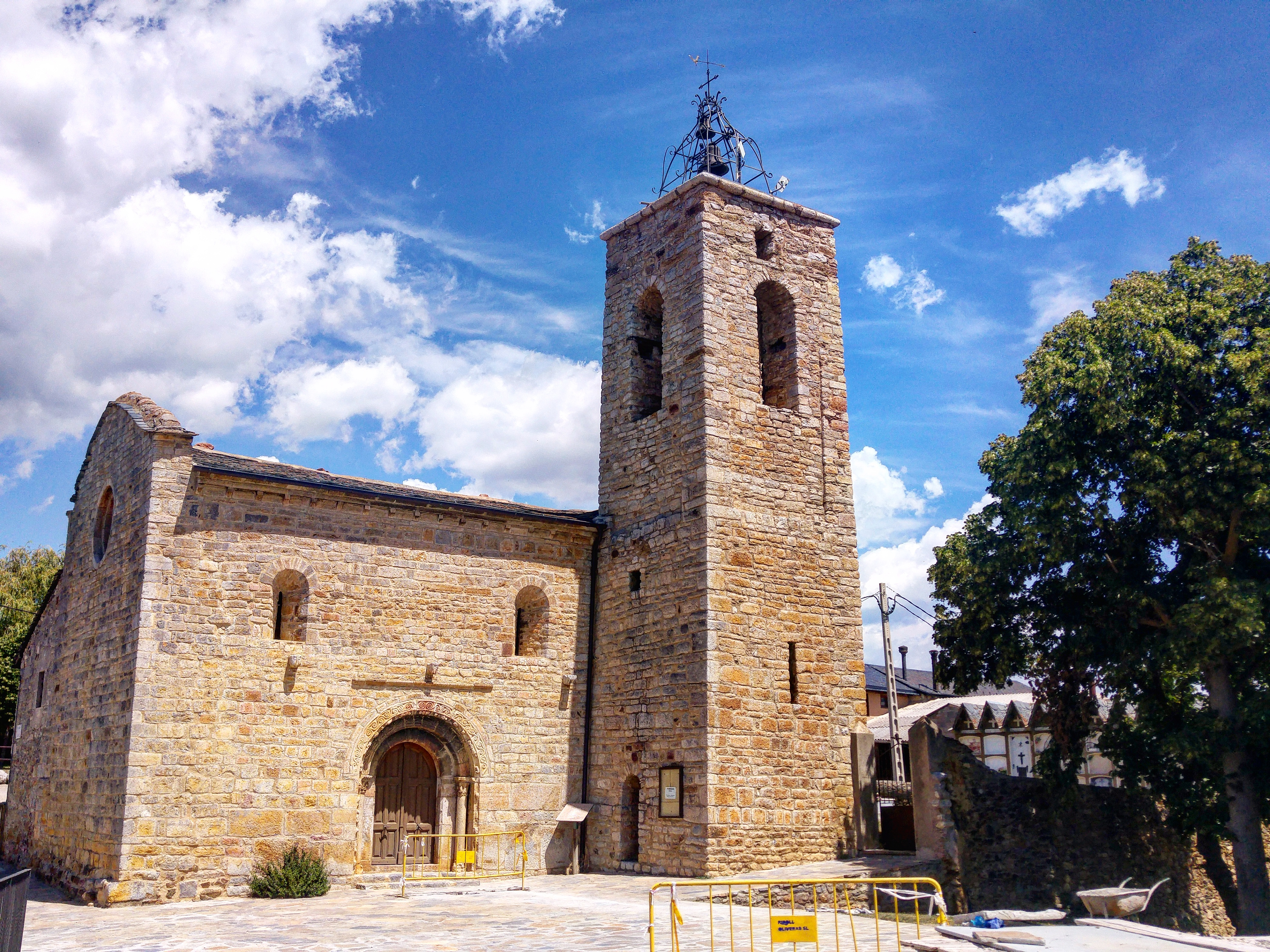
Santa Maria d'All (2016)

All, s'esmenta l'any(839) en la celebració de consagració de la catedral d'Urgell. L'any 862 el comte Salomó de Cerdanya hi va dur a terme un judici públic. Pertanyia al patrimoni del bisbe d'Urgell Esclua, que va morir als 924. El santuari de la Mare de Déu de Quadres està enquadrat dins la Parròquia d'All, a la part baixa del torrent de la Sosa i aigua amunt d'Isòvol.

## Església de Santa Maria d'All
Des del poble surt un camí que creua el Camí de Sant Jaume i travessa el riu Segre sense pont, sent un dels pocs llocs on es pot creuar a la vall de la Cerdanya. Al centre del poble s'hi troba l'església romànica de Santa Maria d'All, força ben conservada, és del segle xii amb pintures geomètriques del mateix moment al seu absis. Hi destaca un retaule del segle xv de l'anomenat Mestre d'All.
En aquest indret va néixer el metge i professor Francesc Rusca i Domènec (1869-1909).